# Vilasantar
Vilasantar ist ein Municipio in der autonomen Gemeinschaft Galicien in Spanien. Es gehört der Provinz A Coruña an. 2024 hatte die Gemeinde 1.229 Einwohner.

## Lage
Vilasantar liegt etwa 50 Kilometer südöstlich von A Coruña. Nordwestlich des Municipios verläuft die Autobahn N-634.

## Bevölkerungsentwicklung der Gemeinde
Quelle: INE-Archiv – grafische Aufarbeitung für Wikipedia

## Gemeindegliederung
Die Gemeinde Vilasantar ist in sieben Parroquias gegliedert:
| Parroquias            | Patrozinium  | Einwohner 2024 | Fläche km² | Dichte Einw./km² | Höhe msnm | Ortskennzahl |
| --------------------- | ------------ | -------------- | ---------- | ---------------- | --------- | ------------ |
| Armental              | San Martiño  | 88             | 8,02       | 11               | 451       | 15090010000  |
| Barbeito              | San Salvador | 247            | 10,47      | 24               | 422       | 15090020000  |
| Mezonzo               | Santa María  | 127            | 8,04       | 16               | 449       | 15090040000  |
| Présaras              | San Pedro    | 269            | 5,36       | 50               | 450       | 15090050000  |
| San Vicenzo de Curtis | San Vicenzo  | 226            | 11,50      | 20               | 494       | 15090030000  |
| Vilariño              | Santa María  | 166            | 12,43      | 13               | 511       | 15090060000  |
| Vilasantar            | Santiago     | 109            | 3,45       | 32               | 485       | 15090070000  |

In der Parroquia Mezonzo (Santa María) steht der Menhir Pedrafita de Mezonço.

## Wirtschaft
| Ackerbau, Viehzucht und Fischerei                                                  | 092 | 020,54 |
| Industrie                                                                          | 073 | 016,29 |
| Bauwirtschaft                                                                      | 034 | 07,59  |
| Dienstleistungsbetriebe                                                            | 249 | 055,58 |
| Total                                                                              | 448 | 100,00 |
| * Daten aus dem Statistischen Amt für Wirtschaftliche Entwicklung in Galicien, IGE |     |        |

## Persönlichkeiten
- José Antonio Peteiro Freire (1936–2010), Franziskaner, Erzbischof von Tanger 1983–2005